# Museo del Disco
El Museo del Disco: Carlos Pinzón Moncaleano más conocido como Museo del Disco es un museo ubicado en el municipio cundinamarqués de Zipacón. Inaugurado en el año de 1995 por iniciativa del empresario y periodista Carlos Pinzón.

## Historia
El museo inicia originalmente como una colección donada por el señor Carlos Pinzón al municipio de Zipacón, que tras donaciones de discos (Como las del nobel del literatura Gabriel García Márquez o el musicólogo Otto de Greiff), instrumentos musicales y demás métodos de reproducción audiovisual se decide estructurar como museo abierto a la población del municipio en el año de 1995.

## Salas y colección

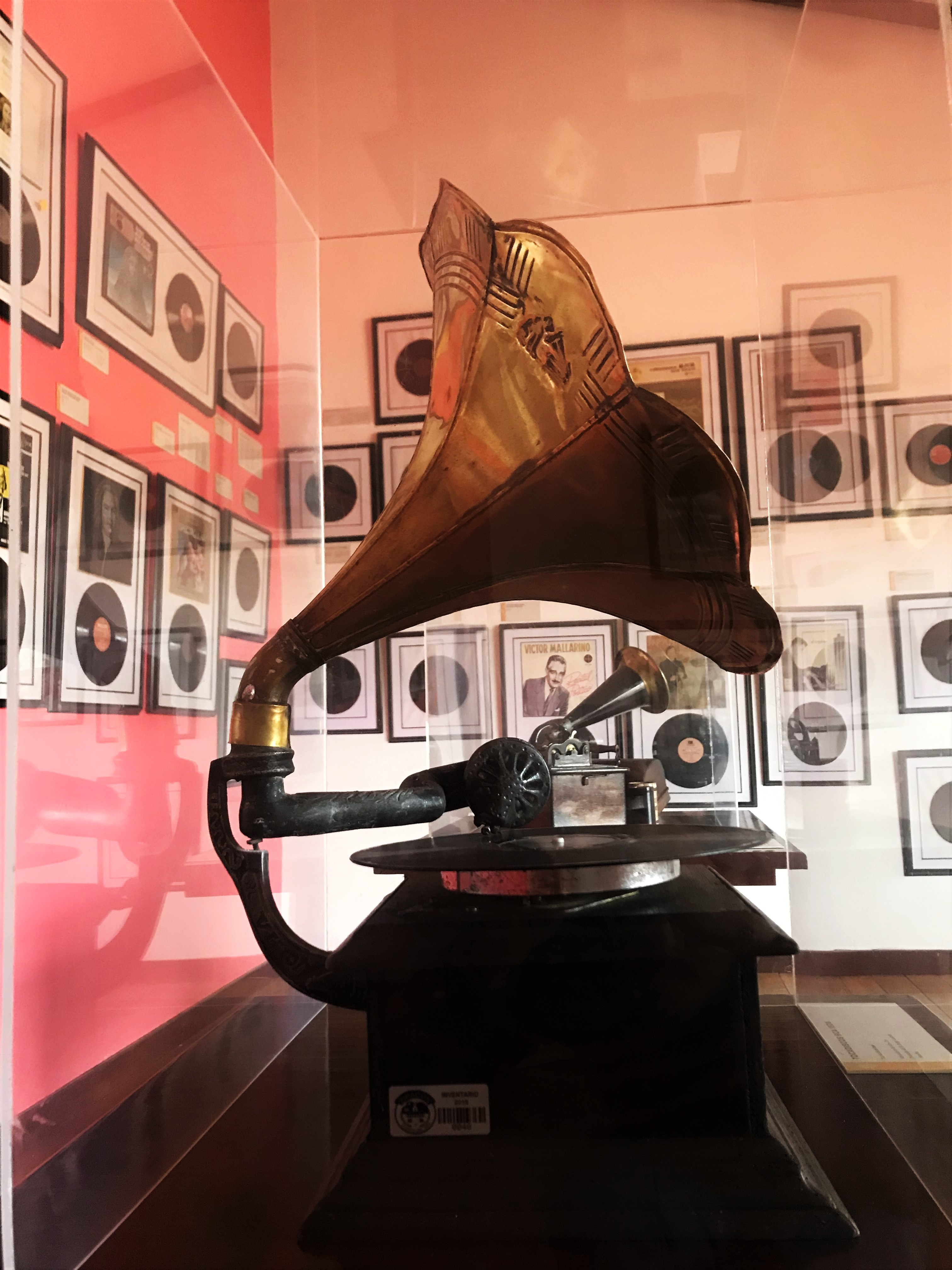

El museo, que se encuentra ubicado dentro de la casa de la cultura del municipio de Zipacón cuenta con dos salas de exposición, en ambas los objetos se encuentran sin protección y es permitido a los visitantes tocar los objetos.
- Sala 1 - Historia de la Grabación: En esta sala se muestra el inicio e historia de la grabación de audio desde Alemania, se exhiben objetos de época como fonógrafos y Cilindros fonográficos, además el visitante puede llegar a conocer a través de grabaciones de audio y video la historia del municipio de Zipacón.
- Sala 2 - El Disco: En esta sala se exhiben gran cantidad de discos y se puede ver la evolución de los mismos, desde los disco de vinilo y los LP, hasta ya en el siglo XXI la llegada del CD así como conocer top 100 de los DJ´s y las casas disqueras.